# Joanie Cunningham
Joanie Louise Cunningham è uno dei personaggi immaginari della serie televisiva statunitense Happy Days (1974-1984 ma ambientata negli anni 50-60), interpretata da Erin Moran. Venne doppiata in italiano da Liliana Sorrentino.

## Caratteristiche
La piccola Joanie è più conosciuta al pubblico italiano col soprannome di "Sottiletta", soprannome datole da Fonzie per la sua magrezza; tuttavia, il nome nella versione originale è Shortcake (che in inglese corrisponde a un tipo di dolce), questo per la grande amicizia che li lega. Infatti, pur vivendo ancora con i genitori, Howard e Marion Cunningham, ed essendo la sorella di Chuck e Richie Cunningham, la piccola Joanie vede in Fonzie un nuovo fratellone con il quale ha più confidenza, complicità ed amichevole empatia, sentimenti del tutto ricambiati dal motociclista.
Verso le ultime stagioni di Happy Days, Joanie viene corteggiata dal cugino di Fonzie, il giovane Charles "Chachi" Arcola (Scott Baio, che in quel periodo è realmente fidanzato con l'attrice Erin Moran), tanto che i due, nel 1983, registreranno uno spin-off dal titolo Jenny e Chachi (Joanie Loves Chachi), in cui Joanie, nel doppiaggio italiano, diventa Jenny. Nell'ultima stagione di Happy Days, i due si sposeranno.